# Mhallami
Die Mhallami, Mahallami oder Mardelli (hocharabisch الْمَحَلَّمِيَّة, DMG al-maḥallamīya oder الْمَارْدَلِّيَّة, DMG al-mārdallīya, arabischer Mhallami-Dialekt مْحَلَّمِي, DMG mḥallamī oder مَرْدَلِّي, DMG mardallī, aramäisch ܡܚܠܡܝ̈ܐ Mḥallmāye oder Mḥallmoye, kurdisch Mehelmî, Mihelmî oder Mîhêllemî, türkisch Mahalmi oder Mıhellemi) sind eine arabischsprachige Volksgruppe in der Türkei und im Libanon. Ihre Herkunft und ethnische Einordnung sind umstritten; sie werden als Araber, Aramäer oder Kurden eingeordnet.

## Etymologie
Der Name Mhallami bzw. Mhallamiya soll sich von محل / maḥall / ‚Ort‘ und مائة / miʾa / ‚hundert‘ ableiten, was sinngemäß Ort der Hundertschaft محل المائة / maḥall al-miʾa bedeuten soll. Gemäß einer zweiten Theorie zur Namensherkunft soll sich der Name Mhallami von den semitischen Ahlamū, die seit 1805 v. Chr. Tur Abdin bewohnten, ableiten.
Der Name Mardelli wird von der Herkunftsgegend Mardin abgeleitet.

## Siedlungsgebiet
Bis zum 20. Jahrhundert lebten die Mhallami hauptsächlich in einem Gebiet in der heutigen türkischen Provinz Mardin:

„… lehnt sich der Dialekt von Rashmel bereits stärker an die folgende Dialektgruppe an, die ich – dem lokalen Sprachgebrauch folgend – Mhallami-arabisch nenne. Mhallamiarabisch findet sich in etwa 40 bis 50 Dörfern, die im Dreieck zwischen den Kreisstädten es-Shor (türk. Savur) im Westen, Medyad (türk. Midyat) im Osten und Ma‘sarte (türk. Ömerli) im Süden liegen.“

Bis heute leben die Mhallami in der Türkei überwiegend in den Großstädten wie Adana, İskenderun, İstanbul, İzmir und Mersin sowie 41 Orten der südostanatolischen Provinzen Batman und Mardin.
Ein weitaus größerer Teil der Mhallami lebt mittlerweile im Libanon. Die Migration der Mhallami aus der Türkei in den Libanon begann in den 1920er Jahren. In den 1940er Jahren kamen dann weitere Zehntausende in den Libanon, überwiegend in die Städte Beirut und Tripoli. Ein Teil von ihnen wurde eingebürgert, der andere Teil dagegen lebte staatenlos im Libanon.
Zur Gesamtzahl der Mhallami gibt es keine zuverlässigen Angaben. Vor dem libanesischen Bürgerkrieg, der im Jahr 1975 ausbrach, wurde sie auf 70.000 bis 100.000 geschätzt. Im Jahr 1984 besaßen nach Angaben libanesischer Sicherheitsbehörden 27.142 Personen die speziell für Mhallami ausgestellten Personaldokumente (Reisedokument mit der Aufschrift Laisser-passer; Eintrag für Staatsangehörigkeit: à l’étude), geschätzt weitere 15.000 waren im Libanon eingebürgert; die Zahl der Ausgewanderten wurde zu diesem Zeitpunkt auf 45.000 geschätzt.
Weil christliche Milizen sie aus ihren Wohngebieten im Osten Beiruts vertrieben, wurden die Mhallami in den libanesischen Bürgerkrieg hineingerissen. Sie schlossen sich meist der Murabitun-Miliz an, manche kämpften auch in den palästinensischen Milizen der PFLP, DFLP oder bei den Kommunisten. Von diesen Parteien erhofften sie sich eine Verbesserung ihres politischen und sozialen Status. Seit 1984 kämpften sie gegen die schiitische Amal-Miliz und nach dem Einmarsch syrischer Truppen 1987, die die Partei der Amal ergriffen, wurden deshalb viele Mhallami verhaftet oder mussten flüchten.
Die Mhallami waren unter den Bürgerkriegsflüchtlingen aus dem Libanon, die während des libanesischen Bürgerkriegs seit 1976 in die Bundesrepublik Deutschland sowie andere europäische Staaten wie die Niederlande, Dänemark und Schweden kamen und seitdem teilweise geduldet sind oder als Asylbewerber leben. In Berlin besteht mit etwa 8000 Personen die größte Gemeinde der Mhallami in Europa (Stand: Juni 2003).

## Herkunft und Geschichte
Es ist nach wie vor sehr umstritten, ob es sich bei den Mhallami um Araber, Aramäer oder Kurden handelt. Es gibt drei verschiedene Theorien über die Abstammung der Mhallami:
- Der ersten Theorie zufolge sind die Mhallami Araber, die unter dem Kalifen Harun ar-Raschid im 8. Jahrhundert auf dessen Kriegszügen als Kämpfer aus der nordirakischen Region Kirkuk in die Region Mardin umgesiedelt wurden, um die dortige christliche Bevölkerung zu überwachen. Der Name Mhallami bzw. Mhallamiya soll sich von محل / maḥall / ‚Ort‘ und مائة / miʾa / ‚hundert‘ ableiten, was sinngemäß Ort der Hundertschaft محل المائة / maḥall al-miʾa bedeuten soll. Diese Abstammungstheorie wird von den meisten Mhallami und einigen Wissenschaftlern unterstützt.[6] Einige sehen sich auch als Nachfahren der Banu Hilal.[2]
- Der zweiten Theorie zufolge waren ihre Vorfahren die semitischen Ahlamū, die seit 1805 v. Chr. Tur Abdin bewohnten. Sie traten – wie die restlichen aramäischen Stämme in Mesopotamien – während der arabisch-islamischen Expansion im 7. und 8. Jahrhundert nicht zum Islam über. Die Osmanen eroberten unter Selim I. Anfang des 16. Jahrhunderts Ostanatolien und die Mhallami nahmen daraufhin den Islam an. Nach dem Übertritt zum Islam erlernten die Mhallami die arabische Sprache. Die Araber nannten sie Mḥallamī und die Osmanen Mahalmi bzw. Mıhellemi. Mehrere der Bedeutung von Ahlamū entsprechende Schreibweisen kamen im Laufe der Geschichte des Stammes vor, bis sich schließlich der heutige arabische Name Mḥallamī durchsetzte. In Archiven des Osmanischen Reichs aus dem Jahre 1525 werden die Mhallami als Müslüman Mahalmi Cemaati (deutsch Muslimische Gemeinde der Mhallami) erwähnt.[7][8] Andere Autoren berichten, die Mhallami seien bereits im 14. Jahrhundert zum Islam übergetreten, weil sie wegen einer Hungersnot die Fastenzeit unterbrechen wollten und ihr Patriarch dies verweigerte.[1]

“Mahalemi. 800 families. This tribe has a peculiar history. They state that 350 years ago they were Christians...They speak a bastard Arabic, and the women wear red clothes and do not veil. Ibrahim Pasha says they are now a mixed race of Arabs and Kurds. Some families still supposed to be Christians.”

„[Die] Mahalemi. 800 Familien. Dieser Stamm hat eine eigentümliche Geschichte. Sie behaupten, dass sie vor 350 Jahren Christen waren […] Sie sprechen ein vermischtes Arabisch, und die Frauen tragen rote Kleidung und sind nicht verschleiert. Ibrahim Pascha sagt, sie seien nun eine gemischte Rasse von Arabern und Kurden. Einige Familien sollen noch immer Christen sein.“

- Gemäß einer dritten Theorie werden die Mhallami als Kurden betrachtet, die im Laufe der Zeit den Islam annahmen und dann die arabische Sprache erlernten, aber ihre kurdische Kultur beibehalten haben.[9] Die Mhallami werden von den Kurden selbst überwiegend aber nicht als Kurden betrachtet.[5]

## Kultur

### Sprache und Schrift
Die Mhallami sprechen den arabischen Qultu-Dialekt. Der Qultu-Dialekt der Mhallami basiert auf dem Hocharabischen und nahm in immer stärkerem Maß kurdische Elemente auf. Ihre Kultur ist arabisch geprägt, mit kurdischen Einflüssen.
Die Mhallami in der Türkei verwenden das lateinische Alphabet, zum Teil auch das arabische Alphabet als Schriftsprache, im Libanon hauptsächlich das arabische Alphabet.

### Religion
Die Mhallami sind hauptsächlich sunnitische Muslime, die der schafiitischen Rechtsschule folgen.

### Organisation
Es bestehen einige Vereine der Mhallami in der Türkei, im Libanon und in der Diaspora. Die Mhallami in der Türkei sind im Verein Mhallami-Verein für Religions-, Sprachen- und Kulturdialog (türkisch Mıhellemi Dinler, Diller ve Medeniyetler Arası Diyalog Derneği), der 2008 von Mehmet Ali Aslan in Midyat gegründet wurde, organisiert. Die Mhallami in Deutschland sind im Verein Familien Union e. V. organisiert, und die Mhallami in den Niederlanden im Verein MIM. Der letzte Anführer der Mhallami in der Türkei ist der Anwalt Şeyhmus Miroğlu, Mitglied von Beytil Emir.

### Familiennamen
In der Türkei führten die Mhallami arabische Namen, die keine Nachnamen im westlichen Sinn beinhalten. Die von Atatürk eingeführten türkischen Namen wurden nur im Umgang mit türkischen Behörden verwendet. Im Libanon benutzten sie wieder ihre arabischen Namen. Weil im Libanon Familiennamen geführt werden, fügten sie den Vornamen aber einen Clannamen an, der wahrscheinlich meist nach einem männlichen Vorfahren oder einer besonderen traditionellen
Stellung der Familie, Herkunftsort oder -region gewählt wurde. Dies geschah wahrscheinlich zwischen 1925 und 1935. Die Gleichheit oder Ähnlichkeit der Nachnamen bedeutet nicht zwangsläufig, dass die Familien untereinander verwandt sind. Die Namen wurden vielmehr nach der Einreise frei, vermutlich unter Orientierung an bereits ansässigen Angehörigen ausgewählt. Es kam auch vor, dass sich ein männliches Mitglied einer Familie aufgrund von innerfamiliären Streitigkeiten nach diesem Vorbild einen eigenen Familiennamen zulegte und somit eine neue Sippe gründete.

## Selbst- und Fremdbezeichnungen der Mhallami
In der Türkei werden sie zu den Arabern gerechnet, ebenso im Libanon außerhalb der Hauptstadt, wo sie nach ihrer Herkunftsgegend auch ماردلي / Mārdallī oder مردلي / Mardallī genannt werden. Nur in Beirut werden sie von den Libanesen Kurden (أكراد / Akrād) genannt. In Deutschland werden sie als libanesische Kurden oder Mhallamiye-Kurden, Mitglieder bestimmter Familien auch als „arabische Familienclans“ bezeichnet. Die Mehrheit der Mhallami betrachten sich selber als Araber, ein großer Teil als arabischsprachige Kurden sowie ein kleiner Teil als arabischsprachige Aramäer.

## Bekannte Mhallami
- Kida Khodr Ramadan (* 1976), Schauspieler
- Latife Arab (* 1980), Clan-Aussteigerin, Buchautorin[18][19]
- Mahmoud Charr (* 1984), Profiboxer
- Mohamed El-Asmer (* 1988), Schauspieler
- King Khalil (* 1990), Rapper
- Ra’is (* 1995), Rapper
- Miri-Clan
- Remmo-Clan
- Al-Zein (Großfamilie)
- Fakhro-Clan